# قيقب ياباني
القيقب الياباني نوع نباتي ينتمي إلى جنس القيقب من الفصيلة الصابونية.